# Лазещина (річка)
Лазещи́на — річка в Українських Карпатах, у межах Рахівського району Закарпатської області. Ліва притока Чорної Тиси (басейн Дунаю).

## Опис
Довжина 21 км, площа водозбірного басейну 159 км². Похил річки 40 м/км. Річка типово гірська, зі швидкою течією і кам'янистим дном. Долина заліснена (крім пониззя), вузька і глибока. Річище слабозвивисте (в пониззі більш звивисте).

## Розташування
Витоки Лазещини розташовані між горами Чорногірського масиву — Петросом і Говерлою, при північних схилах Полонини Скопеськи. Річка тече спершу на північ, потім — на північний схід, далі — переважно на північний захід і північ, при центральній частині села Лазещини повертає на захід. Впадає до Чорної Тиси в межах Ясінської улоговини, в центральній частині смт Ясіня.

## Притоки
Форесок, Зимир, Ренегив,  Стебна (праві); Студений, Лопушанка (ліві).
- Долиною Лазещини проходить один з популярних туристичних шляхів виходу на гори Петрос і Говерлу.